# Precarious Towers
Precarious Towers ist ein Jazzalbum von Johannes Wallmann, das 2022 auf Shifting Paradigm Records erschien.

## Hintergrund
Der Pianist Johannes Wallmann nahm auf Precarious Towers zum ersten Mal in einer Quintettbesetzung von Musikern auf, mit denen er schon zuvor gespielt hatte, aber nicht in genau dieser Zusammensetzung – Sharel Cassity am Altsaxophon, John Christensen am Bass, Devin Drobka am Schlagzeug und Mitch Shiner am Vibraphon.

## Titelliste
- Johannes Wallmann: Precarious Towers  (Shifting Paradigm Records)

1. Precarious Towers 5:21
2. McCoy 9:49
3. December 7:10
4. Angel Eyes (Matt Dennis, Earl Brent) 7:27
5. Never Pet a Burning Dog 6:07
6. Pandemica I: Quiet Out There 3:22
7. Pandemica II: Unreliable Narrator 5:23
8. Pandemica III: Defeat and Imprison the Conman Strongman 7:58
9. Try to Remember 04:44
10. Saturday Night Meat Raffle 7:41

Die Kompositionen stammen, soweit nicht anders angegeben, von Johannes Wallmann.

## Rezeption
Nach Ansicht von Dan McClenaghan, der das Album in All About Jazz rezensierte, bringe Wallmann dieses Mal ein anderes Quintett ein, das sich durch die inspirierten Kompositionen des Bandleaders als ebenso geschickt wie die Gruppe, mit der er sein Vorgängeralbum Elegy for an Undiscovered Species aufgenommen hatte, darin erweise, inspirierte Musik zu schaffen.
Precarious Towers biete gleich zu Beginn ein paar sehr starke Hinweise darauf, dass Johannes Wallmann einen langmütigen Blick durch den Kanon und die Geschichte des Jazzpianos werfe, schrieb Scott Gordon (Tone Madison). Bei allem Neuen hier gebe es auch das Gefühl, dass der Pianist sich auf das Wesentliche konzentrieren möchte, auf Wurzeln, von denen er nie zu sehr abgewichen sei, die er jedoch bewusst genau untersuchen möchte. Eine gute Gelegenheit für Wallmann und seine Zuhörer, sich zu fragen, was das alles aus heutiger Sicht bedeute.